# Kanton Crécy-la-Chapelle
Kanton Crécy-la-Chapelle (fr. Canton de Crécy-la-Chapelle) byl francouzský kanton v departementu Seine-et-Marne v regionu Île-de-France. Tvořilo ho 18 obcí. Zrušen byl po reformě kantonů 2014.

## Obce kantonu
- Bouleurs
- Boutigny
- Condé-Sainte-Libiaire
- Couilly-Pont-aux-Dames
- Coulommes
- Coutevroult
- Crécy-la-Chapelle
- Esbly
- La Haute-Maison
- Montry
- Quincy-Voisins
- Saint-Fiacre
- Saint-Germain-sur-Morin
- Sancy
- Vaucourtois
- Villemareuil
- Villiers-sur-Morin
- Voulangis